# Улыбка клоуна
«Улыбка клоуна» (фр. Le sourire du clown) — художественный фильм Эрика Беснара. Последняя роль в кино советского и российского актера Александра Аржиловского.

## Сюжет
По воле судьбы в непримиримую схватку с русской мафией за обладание одним из последних атомных секретов России, оказываются втянуты два человека, казалось бы совершенно далекие друг от друга, от какой-либо политики и криминального бизнеса. Это молодой священник Лука и пожилой клоун Ян с тридцатилетним стажем и мировым именем. Начинается захватывающая игра не на жизнь, а на смерть… Однако, не стоит забывать, что случайности здесь исключены, и под маской невинной жертвы может скрываться опытный злодей.

## В ролях
- Тики Ольгадо — Ян
- Бруно Путсулу — Лука
- Франсуа Берлеан — Друо
- Винсент Эльбаз — Смальто
- Жан-Клод Дофин — Вогель
- Паскаль Арбийо — Элен
- Ваниль Атти — Дафна
- Эдуар Монтут — Алекс
- Александр Аржиловский — Кирьяков